# Piękne chwile to motyle
Piękne chwile to motyle (czes. Hezké chvilky bez záruky) – czeski film komediowy z 2006 roku w reżyserii Věry Chytilovej. 

## Obsada
- Jana Janěková jako Hana, psycholog
- Jana Krausová jako Eva, właścicielka galerii
- Bolek Polívka jako Dub
- David Kraus jako Pavel, syn Evy
- Igor Bareš jako Karel, mąż Hany
- Martin Hofmann jako Petr
- Zuzana Vejvodová jako Jana
- Anna Polívková jako Jarmila
- Ivan Vyskočil jako emeryt
- Emma Černá jako emerytka
- Vlasta Špicnerová jako właścicielka obrazu
- Alena Vránová
- Šárka Ullrichová
- Igor Chmela